# Breathin
Breathin è un singolo della cantante statunitense Ariana Grande, pubblicato il 18 settembre 2018 come terzo estratto dal quarto album in studio Sweetener.

## Descrizione
Si tratta di un brano dance pop suonato in chiave di La bemolle maggiore a tempo di 100 battiti al minuto. È stato composto dalla stessa cantante con Savan Kotecha, Ilya Salmanzadeh (produttore dello stesso) e Peter Svensson. Riguardo al significato del testo, la stessa cantante, durante un'intervista al The Tonight Show di Jimmy Fallon, ha dichiarato:
Il titolo del singolo è stato mostrato in anteprima nel videoclip di No Tears Left to Cry e anche nel video del dietro le quinte.

## Promozione
Ariana Grande ha eseguito la canzone dal vivo al The Sweetener Sessions a Los Angeles, in California, il 20 agosto 2018. Inoltre, ha eseguito la canzone insieme al singolo Thank U, Next al The Ellen DeGeneres Show il 7 novembre 2018.

## Accoglienza
Jillian Mapes di Pitchfork ha detto che Grande con Breathin «ha trasformato la malinconia di Drake in una meditazione sull'ansia». Chris Willman di Variety ha detto che «diventa personale al punto giusto» con questa canzone. Brittany Spanos di Rolling Stone l'ha definita un'«esplorazione eccezionale dell'ansia». Taylor Weatherby di Billboard ha dichiarato che «in Breathin Grande affronta l'ansia che ha vissuto a seguito dell'attentato di Manchester Arena del 22 maggio 2017».

## Video musicale
Un primo video musicale per il brano è stato registrato e pubblicato dalla stessa cantante il 10 ottobre 2018 su YouTube e mostra il suo porcellino domestico avvicinarsi curiosamente alla telecamera e camminare sul letto. Grande ha scritto su Instagram che sperava che il video facesse ridere i fan mentre aspettavano quello ufficiale.
Grande ha in seguito rivelato più notizie sul video musicale il 3 novembre 2018 tramite il suo account Twitter, affermando che sarebbe stato pubblicato ufficialmente insieme al singolo principale del suo quinto album in studio. Il videoclip, diretto da Hannah Lux Davis, è stato pubblicato il 7 novembre 2018 attraverso il proprio canale YouTube.

## Tracce
Testi e musiche di Ariana Grande, Ilya Salmanzadeh, Savan Kotecha e Peter Svensson.
1. Breathin – 3:17

## Formazione
Musicisti
- Ariana Grande – voce, cori
- Ilya – cori, tastiera, basso, batteria, chitarra, programmazione
- Max Martin – tastiera

Produzione
- Ilya – produzione
- Șerban Ghenea – missaggio
- John Hanes – assistenza al missaggio
- Randy Merrill – mastering
- Sam Holland – registrazione
- Cory Bice – assistenza alla registrazione
- Jeremy Mertola – assistenza alla registrazione
- Noah Passovoy – registrazione

## Successo commerciale
Ancor prima di essere pubblicato come singolo, Breathin è entrato in diverse classifiche in tutto il mondo a seguito della pubblicazione di Sweetener. Negli Stati Uniti d'America ha debuttato alla 22ª posizione della Billboard Hot 100, diventando la quattordicesima top fourty della cantante. Il brano ha venduto 27 800 copie digitali nella sua settimana di pubblicazione, ponendola alla 4ª posizione della classifica Digital Songs. La settimana seguente, Breathin è calata di quindici posizioni, scendendo alla 37ª posizione della Hot 100 statunitense. In seguito al supporto delle radio, è riuscita a raggiungere la 12ª posizione. Breathin è entrato nella Radio Songs del 18 settembre 2018 alla 38ª posizione ed è salita di quattro posizioni nella settimana seguente. La canzone ha raggiunto la 2ª posizione, diventando la nona top five della cantante. Nella Dance Club Songs, Breathin ha debuttato alla numero 43, salendo alla numero 27 nella settimana seguente. La canzone ha raggiunto la vetta nella sua settima settimana in classifica.
A livello internazionale, Breathin ha debuttato alla numero 8 sia nella ARIA Charts australiana che nella Official Singles Chart britannica, diventando l'ottava top ten della cantante in entrambi i paesi.

## Classifiche

### Classifiche settimanali
| Classifica (2018) | Posizione massima |
| ----------------- | ----------------- |
| Argentina         | 100               |
| Australia         | 8                 |
| Austria           | 19                |
| Belgio (Fiandre)  | 21                |
| Belgio (Vallonia) | 59                |
| Canada            | 15                |
| Croazia           | 9                 |
| Danimarca         | 19                |
| Estonia           | 8                 |
| Finlandia         | 14                |
| Germania          | 35                |
| Grecia            | 3                 |
| Irlanda           | 5                 |
| Italia            | 33                |
| Lettonia          | 6                 |
| Libano            | 6                 |
| Lituania          | 10                |
| Norvegia          | 18                |
| Nuova Zelanda     | 11                |
| Paesi Bassi       | 23                |
| Portogallo        | 6                 |
| Regno Unito       | 8                 |
| Repubblica Ceca   | 9                 |
| Singapore         | 28                |
| Slovacchia        | 7                 |
| Spagna            | 45                |
| Stati Uniti       | 12                |
| Svezia            | 13                |
| Svizzera          | 14                |
| Ungheria          | 4                 |

### Classifiche di fine anno
| Classifica (2019) | Posizione |
| ----------------- | --------- |
| Canada            | 78        |
| Stati Uniti       | 72        |

## Date di pubblicazione
| Paese       | Data di pubblicazione | Formati                |
| ----------- | --------------------- | ---------------------- |
| Stati Uniti | 18 settembre 2018     | Contemporary hit radio |
| Italia      | 21 settembre 2018     | Contemporary hit radio |